# San Miguel Amatitlán
San Miguel Amatitlán es una población del estado mexicano de Oaxaca, localizada al noroeste del entidad en la región Mixteca y es cabecera del municipio del mismo nombre.

## Toponimia
El nombre San Miguel es en honor del Arcángel Miguel, considerado como patrono del municipio y el nombre Amatitlán se origina de las palabras en náhuatl amatl, que significa Árbol de papel amate, y titlán, que significa entre; por lo que su nombre significa Entre los amates. La demarcación tiene un segundo nombre en mixteco, el cual es "Itu Tu Ñuu",viene de "Itu"-loma y"Tu ñuu" -Amate,que significa "loma de los Amates". Otro nombre en mixteco es  Dibi Ñuu Yoo;"Dibi" significa -gente- "Nuu" -tierra-, "Yoo" se refiere sobre nuestra persona y significa en su totalidad Nuestro Pueblo. Efectivamente había en la loma que ahora es el centro del pueblo cuatro amates, dos eran muy grandes y bajo su sombra estaba el mercado, y dos más siguen en pie.

## Historia
Se desconoce en qué momento inició la población del territorio, pero se estima que el primer asentamiento estaba en el Cerro de la Cruz, el cual recibía el nombre de Suchitepec, en náhuatl es: ¨"Xuchilt- flor- y "Tepetl"-cerro- y en mixteco Nuyta que significa Cerro de la flor, viene de "Nu" -lugar- y "Yta"-flor-. afirmación establecida sobre la base de vestigios de creaciones en barro y algunos entierros encontrados en el lugar que fueron saqueados por cuaqueros.
Durante el periodo colonial la localidad de San Miguel Amatitlán —que actualmente funge como cabecera municipal— recibió los nombres de Rancho del Recibimiento en 1730 y Rancho de los Jacales. Tras la independencia de México, el 31 de agosto de 1831, la localidad fue declarada como Pueblo y fue establecida la municipalidad de San Miguel Amatitlán.
El 14 de mayo de 1831 inició la construcción de la iglesia principal del municipio, bajo la dirección del maestro de obra José de la Cruz Flores.